# 내인성
내인성(內因性, 영어: endogeny 또는 endogeneity)은 다양한 문맥에서 내부에서 기원된 행동이나 물질을 나타낸다. 생물학에서는 생물체, 조직 또는 세포 내에서 유래된 물질을 뜻한다.
내인성 바이러스 요소는 생식 세포의 게놈에 조상 대대로 삽입되어 온 바이러스로부터 유래된 DNA 염기서열이다. 바이러스 또는 전체 바이러스 게놈(프로바이러스)의 단편일 수 있는 이러한 서열은 생식 세포 계열에서 지속되어 숙주의 대립유전자로서 한 세대에서 다음 세대로 전달될 수 있다.
내인성 과정에는 생물학적 노화, 월경 주기 및 식물과 동물의 자생적인 활동일 주기가 포함된다.
일부 생물학적 시스템에서, 내인성은 DNA의 수신자(일반적으로 원핵생물에서)와 관련된다. 그러나 항상성 때문에 종종 내부 및 외부의 영향을 식별하는 것이 어렵다.
복제된 전사인자와 구별되는 내인성 전사인자는 세포에 의해 만들어진 전사인자이다.

## 내인성 물질
인간을 포함한 동물들에서 내인성 대마성분(內因性大麻成分)인 내인성 카나비노이드(內因性 cannabinoide)나 엔도르핀(Endorphin)등 오피오이드 펩타이드(opioid peptide)가 내인성 물질로 연구 보고된바있다.

## 같이 보기
- 내분비계
- 외인성